# William Frederik Duntzfelt
William Frederik Duntzfelt (født 12. juni 1792 i København, død 12. oktober 1863 sammesteds) var en dansk handelsmand og politiker.

## Liv og gerning
Han fødtes i København i en reformert familie som søn af William Duntzfelt, men blev i sit 11. år sat i huset hos en præst i nærheden af Haag, hvorfra han blev konfirmeret i 1807. Derefter kom han på faderens kontor og foretog med denne en udenlandsrejse, indtil faderen i 1809 døde i Paris. Han vendte da hjem, 17 år gammel, og fik fuldmyndighedsbevilling for at indtræde i firmaet, Duntzfelt & Co., hvis chef han var til 1825, da han atter trådte ud. Borgerskab som grosserer fik han 1812. Medens faderen var den dristig skabende spekulationsånd, var sønnen mere den solide dygtighed, der på grund af sin formue og sin sociale position som leder af en solid handelsforretning blev kaldet til den ene indflydelsesrige stilling efter den anden og gang efter gang hædret med sine medborgeres tillid. 1819 blev han medlem af Grosserersocietetets komité, 1829 var han medstifter af Centralkassen, hvis første direktør han blev, 1833-36 fungerede han som fransk vicekonsul, 1837 blev han endelig handelskyndig direktør i Asiatisk Kompagni. Dette gamle handelskompagni, hvis glimrende forretning på Ostindien Englandskrigene 1807-13 havde ødelagt, forsøgte man nemlig på den tid atter at puste nyt liv i; men forsøget mislykkedes, og kompagniet likviderede da 1843 under Duntzfelts ledelse. 1846 blev Duntzfelt handelskyndig bestyrer af Fredens Mølles fabrikker, 1848 rådmand i Københavns Magistrat.
Også i det parlamentariske liv deltog han. I 1842, 1844, 1846 og 1848 var han medlem af Stænderforsamlingen i Roskilde, og 5. oktober 1848 valgtes han til medlem af Den Grundlovgivende Rigsforsamling for Københavns 5. valgkreds. 1840 blev han Ridder af Dannebrog, og 29. december 1857 blev han udnævnt til etatsråd. Få år efter, 12. oktober 1863, døde han.
Der findes et portræt i pastel af ham som barn. Miniature i familieeje. Maleri af Friedrich Carl Gröger.

## Ægteskab og familie
13. oktober 1814 ægtede han i Reformert Kirke Bertha Christmas (1. december 1797 – 28. november 1872), datter af skibskaptajn og grosserer John Christmas (1753-1822) og hans 2. hustru Johanne Marie Heinrich (1771-1807).
Parret fik tre børn: John William Duntzfelt (1818), Marie Duntzfelt (1819) og Edward Duntzfelt (1821). Edward Duntzfelt (17. august 1821 – 29. oktober 1892) opnåede titlen kontraadmiral og var gift med Louise Theodora Caroline Schønheyder (8. januar 1849 — 4. december 1913).   

## Gravsted
- Familien Duntzfelts gravsted
- Gravsten for William og Bertha
- Gravsten for Edward Duntzfelt og Louise Schønheyder